# Turbo Goth
Turbo Goth es un dúo  de synthpop de Filipinas formado en 2008. Integrada por Sarah Gaugler (voz principal) y Paolo Peralta (guitarra y sampler electrónico), son actualmente la única banda de rock electrónico en  Filipinas. 

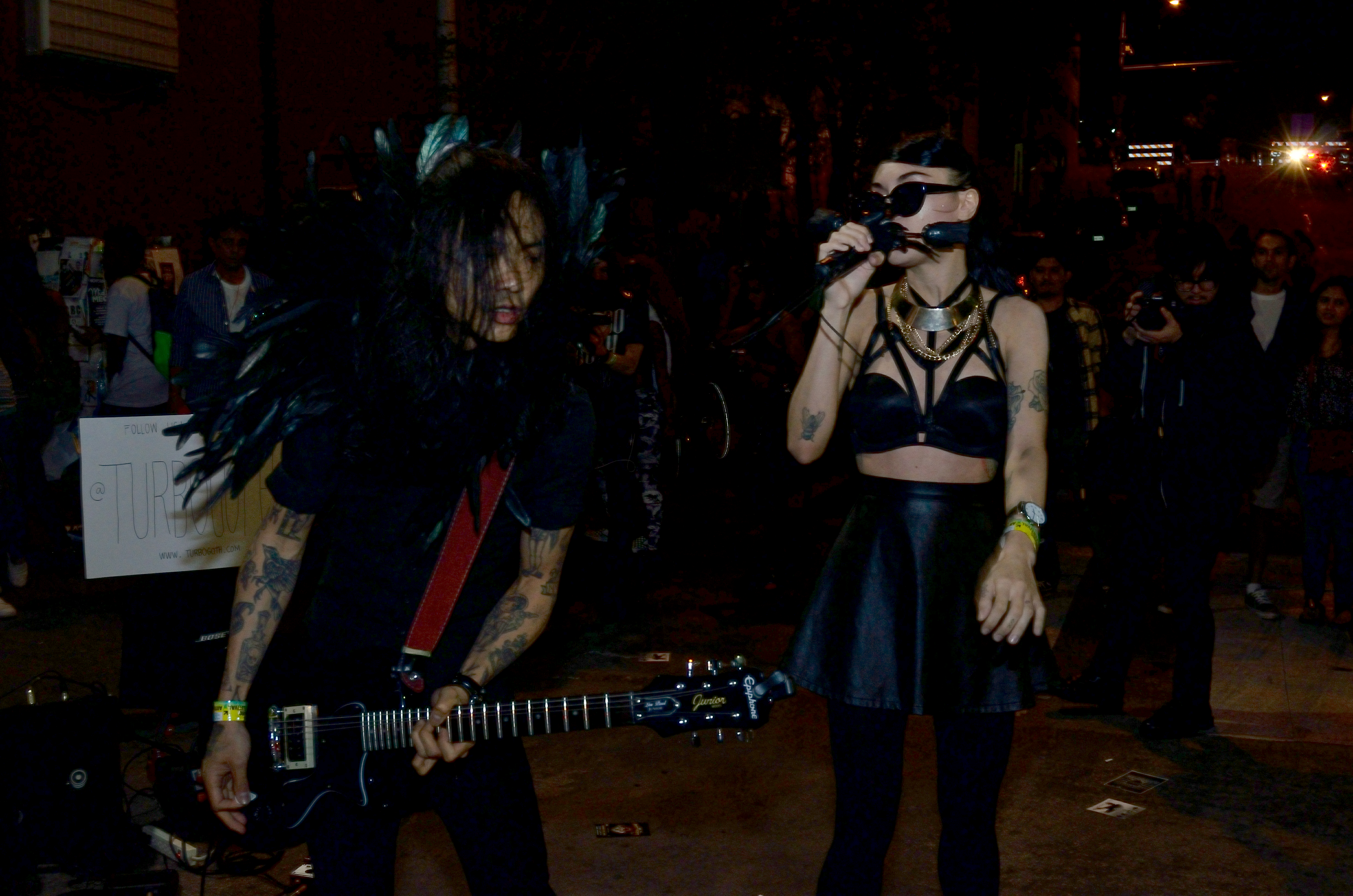

Turbo Goth interpreta música electrónica experimental con algunas notas mezcladas con  jazz-punk y  sonidos crudos de las guitarras, todo unido con la voz de Sarah. Fueron comparados con otras bandas internacionales como Daft Punk, The White Stripes y The Mars Volta.
Turbo Goth lanzó su álbum debut: "Destroy Us All" en enero de 2011 y el primer sencillo de ese álbum es "Venus Flytrap".

## Discografía
- "Morning Swim" (sencillo) (2009)
- Destroy Us All(2011)

- Venus Flytrap
- BBM
- Farfalla Vendetta
- Hanging on the Watch
- New Star Energy
- Velodrome
- Short Circuit Mirage
- Velvet Escapade
- The Fire of Prince Vincent
- Cosmopol
- Necropolitan Casino
- Eye in the Sky Looking Straight at Me
- Julio Polet
- Soothing Sounds for Human.